# Barleria involucrata
Barleria involucrata är en akantusväxtart som beskrevs av Christian Gottfried Daniel Nees von Esenbeck. Barleria involucrata ingår i släktet Barleria och familjen akantusväxter. Utöver nominatformen finns också underarten B. i. elata.